# Сариозек (Уланський район)
Сариозе́к (каз. Сарыөзек) — село у складі Уланського району Східноказахстанської області Казахстану. Входить до складу Алмасайського сільського округу.
Село було утворене 2015 року як 17 кілометр, з 2018 року має сучасну назву. У радянські часи село існувало як Караозек 17-й км.